# Uso de mídia digital e saúde mental

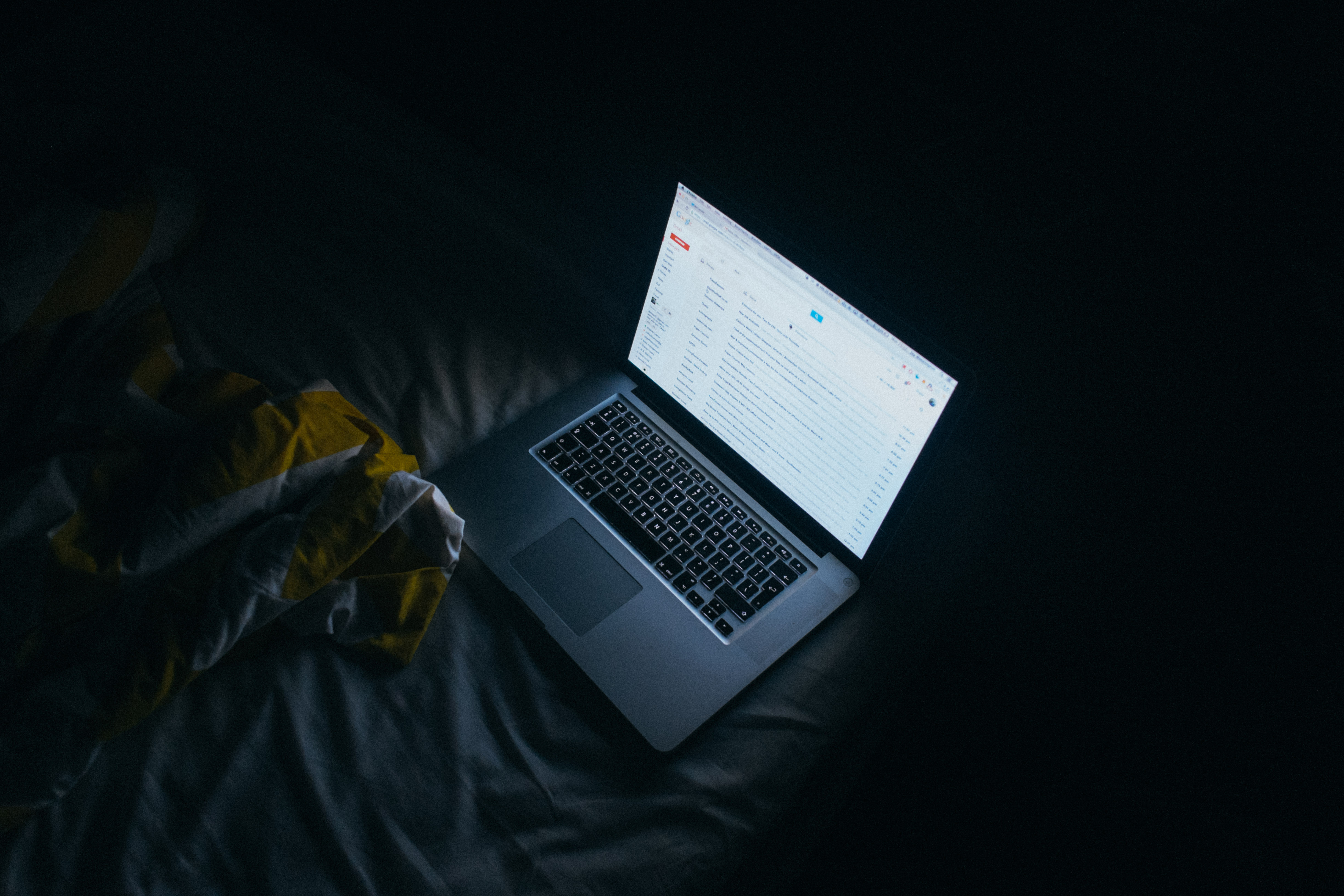
"Medo de ficar de fora" pode levar ao estresse psicológico pela ideia de perder o conteúdo postado por outros enquanto estiver offline

As relações entre o uso de mídias digitais e a saúde mental têm sido investigadas por diversos pesquisadores — predominantemente Psicólogos, Sociólogos, Antropólogos e especialistas médicos — especialmente desde meados da década de 1990, após o crescimento da World Wide Web e o surgimento das mensagens de texto. Um corpo significativo de pesquisas explorou fenômenos de "uso excessivo", comumente conhecidos como "vícios digitais" ou "dependências digitais". Esses fenômenos se manifestam de maneira diversa em várias sociedades e culturas. Alguns especialistas investigaram os benefícios do uso moderado de mídias digitais em diversos domínios, incluindo a saúde mental, bem como o tratamento de problemas de saúde mental por meio de soluções tecnológicas inovadoras. Estudos também sugeriram que certos usos de mídias digitais, como comunidades de apoio online, podem oferecer benefícios à saúde mental, embora os efeitos sejam bastante complexos.
A delimitação entre o uso benéfico e o uso patológico de mídias digitais não foi estabelecida. Não há critérios diagnósticos amplamente aceitos, embora alguns especialistas considerem o uso excessivo uma manifestação de transtorno psiquiátrico subjacente. A prevenção e o tratamento do uso patológico de mídias digitais também não são padronizados, apesar do desenvolvimento de diretrizes para um uso mais seguro por crianças e famílias. A quinta edição de 2013 do Manual Diagnóstico e Estatístico de Transtornos Mentais (DSM-5) e a Classificação Internacional de Doenças (CID-11) não incluem diagnósticos para uso problemático da internet e uso problemático de mídias sociais; a CID-11, entretanto, inclui um diagnóstico para transtorno do jogo (comumente conhecido como vício em videogames), enquanto o DSM-5 não. O debate sobre como e quando diagnosticar essas condições segue em andamento a partir de 2023. O uso do termo vício para se referir a esses fenômenos e diagnósticos tem sido questionado.
As mídias digitais e o tempo de tela em aplicativos modernos de mídias sociais, como Instagram, TikTok, Snapchat e Facebook, mudaram a forma como as crianças pensam, interagem e se desenvolvem – tanto de maneira positiva quanto negativa – mas os pesquisadores ainda não têm certeza sobre a existência de ligações causais hipotéticas entre o uso de mídias digitais e os desfechos em saúde mental. Tais ligações parecem depender do indivíduo e das plataformas utilizadas. Diversas grandes empresas de tecnologia assumiram compromissos ou anunciaram estratégias para tentar reduzir os riscos do uso de mídias digitais.

## História e terminologia
A relação entre a tecnologia digital e a saúde mental tem sido investigada a partir de muitas perspectivas. Foram encontrados benefícios do uso de mídias digitais no desenvolvimento durante a infância e adolescência. Pesquisadores, clínicos e o público expressaram preocupações em relação aos aparentes comportamento compulsivos dos usuários de mídias digitais, à medida que se tornam evidentes as correlações entre o uso excessivo da tecnologia e os problemas de saúde mental.
As terminologias usadas para se referir aos comportamentos compulsivos de uso de mídias digitais não são padronizadas ou universalmente reconhecidas. Incluem "vício digital", "dependência digital", "uso problemático" ou "uso excessivo", frequentemente delineados pela plataforma de mídia digital em estudo (como uso problemático de smartphone ou uso problemático da internet). O uso descontrolado de dispositivos tecnológicos pode afetar o bem-estar no desenvolvimento, social, mental e físico, podendo resultar em sintomas semelhantes a outras síndromes de dependência psicológica ou vício comportamental. O enfoque no uso problemático da tecnologia na pesquisa, particularmente em relação ao paradigma do vício comportamental, vem ganhando aceitação, apesar da pouca padronização e dos resultados conflitantes das pesquisas.
O vício em internet tem sido proposto como diagnóstico desde 1998 e as mídias sociais e sua relação com o vício têm sido examinadas desde 2009. Um relatório de 2018 da Organização para a Cooperação e Desenvolvimento Econômico (OCDE) afirmou que havia benefícios no uso estruturado e limitado da internet em crianças e adolescentes para fins de desenvolvimento e educacionais, mas que o uso excessivo pode impactar negativamente o bem-estar mental. O relatório também apontou um aumento geral de 40% no uso da internet por crianças em idade escolar entre 2010 e 2015, além de variações marcantes entre os países da OCDE quanto às taxas de uso de tecnologia na infância e às plataformas utilizadas. Por isso, é tão importante que os adolescentes sejam treinados no uso das mídias sociais, garantindo o desenvolvimento de competências e habilidades fundamentadas no conhecimento psicológico, o que maximiza as chances de um uso equilibrado, seguro e significativo dessas plataformas.
O Manual Diagnóstico e Estatístico de Transtornos Mentais não codificou formalmente o uso problemático de mídias digitais em categorias diagnósticas, mas considerou o transtorno de jogos na internet como uma condição para estudo adicional em 2013. O transtorno do jogo, comumente conhecido como vício em videogames, foi reconhecido na CID-11. As diferentes recomendações no DSM e na CID devem-se, em parte, à falta de consenso entre especialistas, às diferenças de ênfase dos manuais de classificação e às dificuldades em utilizar organismo modelo para vícios comportamentais.
A utilidade do termo vício em relação ao uso excessivo de mídias digitais tem sido questionada quanto à sua adequação para descrever novas categorias psiquiátricas mediadas digitalmente, em contraste com o uso excessivo como manifestação de outros transtornos psiquiátricos. O uso do termo também foi criticado por estabelecer paralelos com comportamentos de uso de substâncias. O emprego descuidado do termo pode acarretar problemas, tanto por minimizar os riscos de danos em pessoas gravemente afetadas quanto por exagerar os riscos de um uso excessivo e não patológico de mídias digitais. A evolução da terminologia que relaciona o uso excessivo de mídias digitais ao uso problemático – em vez de vício – foi incentivada por Panova e Carbonell, psicólogos da Universidade Ramon Llull, em uma revisão de 2018.
Devido à falta de reconhecimento e consenso sobre os conceitos utilizados, os diagnósticos e tratamentos são difíceis de padronizar ou desenvolver. Níveis elevados de ansiedade pública em torno das novas mídias (incluindo mídias sociais, smartphones e videogames) complicam as avaliações baseadas na população e apresentam dilemas de manejo. Radesky e Christakis, editores de 2019 da JAMA Pediatria, publicaram uma revisão que investigou "preocupações quanto aos riscos para a saúde e para o desenvolvimento comportamental decorrentes do uso excessivo de mídia no desenvolvimento cognitivo, linguístico, de alfabetização e socioemocional das crianças." Devido à ampla disponibilidade de múltiplas tecnologias para crianças em todo o mundo, o problema é bidirecional, pois a retirada dos dispositivos digitais pode ter efeitos prejudiciais em áreas como aprendizado, dinâmica familiar e desenvolvimento global.

## Uso problemático
Embora tenham sido observadas associações entre o uso de mídias digitais e sintomas ou diagnósticos de saúde mental, a causalidade não foi estabelecida; nuances e ressalvas publicadas por pesquisadores costumam ser mal interpretadas pelo público em geral ou deturpadas pela mídia. Mulheres tendem a usar as mídias sociais em excesso, enquanto os homens se dedicam mais aos videogames. A partir disso, o uso problemático de mídias digitais pode não representar um constructo único, podendo ser delineado com base na plataforma utilizada ou reavaliado em termos de atividades específicas (em vez de um vício no meio digital). O uso problemático das mídias sociais também pode resultar em Medo de ficar de fora (FoMO), situação em que sintomas de ansiedade e estresse psicológico se agravam pelo receio de perder conteúdos disponíveis online, fazendo com que o indivíduo se sinta insatisfeito ou excluído. Pesquisas também sugerem que o FoMO pode agravar problemas de saúde mental, como ansiedade e depressão, especialmente entre os usuários digitais mais jovens, que são mais propensos a comparações.
Quando um indivíduo sofre de FoMO, é mais provável que ele verifique constantemente suas contas de mídias sociais por meio de seus dispositivos pessoais, a fim de se manter atualizado com as informações que circulam em sua rede. Essa necessidade incessante de conferir as plataformas sociais gera sentimentos de ansiedade, levando o indivíduo a se envolver em um uso problemático das mídias sociais.

### Acesso aos meios de comunicação
Em 1999, 58% dos cidadãos finlandeses possuíam um telefone celular, incluindo 75% dos jovens de 15 a 17 anos. Em 2000, a maioria dos domicílios norte-americanos possuía pelo menos um computador pessoal e, no ano seguinte, acesso à internet. Em 2002, a maioria dos entrevistados em pesquisas nos EUA relatou possuir um telefone celular. Em setembro e dezembro de 2006, respectivamente, Luxemburgo e os Países Baixos tornaram-se os primeiros países a realizar a transição completa da televisão analógica para a digital, enquanto os Estados Unidos iniciaram sua transição em 2008. Em setembro de 2007, a maioria dos entrevistados em pesquisas nos EUA relatou possuir internet de banda larga em casa. Em janeiro de 2013, a maioria dos entrevistados norte-americanos afirmou possuir um smartphone. Estima-se que, em 2006, 40% dos domicílios norte-americanos possuíam um console de videogame doméstico dedicado, Em 2015, 51% dos domicílios norte-americanos já possuíam um console de videogame doméstico dedicado. Em abril de 2015, uma pesquisa com adolescentes norte-americanos de 13 a 17 anos indicou que quase três quartos deles possuíam ou tinham acesso a um smartphone, e 92% acessavam a internet diariamente, com 24% afirmando que estavam online "quase constantemente." Em uma pesquisa de 2024, adolescentes norte-americanos relataram que 95% têm acesso a um smartphone, passam 97% do tempo online diariamente e 48% desse tempo estão "quase constantemente" conectados.

### Tempo de tela e saúde mental
Alguns tipos de uso potencialmente problemático da internet estão associados a problemas psiquiátricos ou comportamentais, como depressão, ansiedade, hostilidade, agressividade e transtorno do déficit de atenção com hiperatividade (TDAH). Os estudos não conseguiram determinar se existem relações causais; não está claro, por exemplo, se pessoas com depressão usariam excessivamente a internet por já estarem deprimidas ou se o uso excessivo desencadeava a depressão. Alguns estudos sugerem, ainda, que as mídias sociais podem ter efeitos negativos e positivos, dependendo do contexto específico do indivíduo. Embora o uso excessivo de mídias digitais tenha sido associado a sintomas depressivos, essas mídias podem, em determinadas situações, ser empregadas para melhorar o humor. Os sintomas de TDAH foram positivamente correlacionados com o uso de mídias digitais em um amplo estudo prospectivo. O sintoma do TDAH conhecido como hiperfoco pode levar indivíduos afetados a usar excessivamente videogames, mídias sociais ou chats online; contudo, a correlação entre hiperfoco e uso problemático de mídias sociais é fraca.
Uma revisão de 2018 encontrou associações entre os sintomas de saúde mental autorrelatados por usuários da plataforma chinesa de mídias sociais WeChat e o uso excessivo desta. Contudo, as motivações e os padrões de uso dos usuários do WeChat afetavam a saúde psicológica globalmente, e não a quantidade de tempo dedicado à plataforma.
Uma análise dos dados da pesquisa Monitoring the Future, do Millennium Cohort Study e do Youth Risk Behavior Surveillance System constatou que o uso de tecnologia digital (incluindo jogar videogames, assistir televisão, usar mídias sociais etc.) representou apenas 0,4% da variação no bem-estar dos adolescentes. Pesquisas adicionais não encontraram evidências substanciais de associações negativas significativas entre o engajamento com telas digitais e o bem-estar dos adolescentes. Contudo, ao se observar exclusivamente o efeito do uso de mídias sociais sobre as meninas, constatou-se uma forte associação entre esse uso e a má saúde mental.
As evidências, embora de qualidade predominantemente baixa a moderada, mostram uma correlação entre o elevado tempo de tela e uma variedade de problemas de saúde física e mental. Contudo, o uso moderado de mídias digitais também está correlacionado com benefícios para os jovens em termos de integração social, saúde mental e bem-estar geral. Em alguns casos, o uso moderado de determinadas plataformas digitais tem sido associado à melhoria da saúde mental.
Um estudo de grande escala no Reino Unido, de 2017, sobre a "hipótese Goldilocks" — que preconiza evitar tanto o uso excessivo quanto o insuficiente de mídias digitais — foi descrito como a evidência de "melhor qualidade" até o momento por especialistas e por organizações não governamentais que prestaram depoimento a uma comissão parlamentar britânica em 2018. Esse estudo concluiu que o uso moderado de mídias digitais pode acarretar poucos efeitos adversos, apresentando inclusive associações positivas em termos de bem-estar.

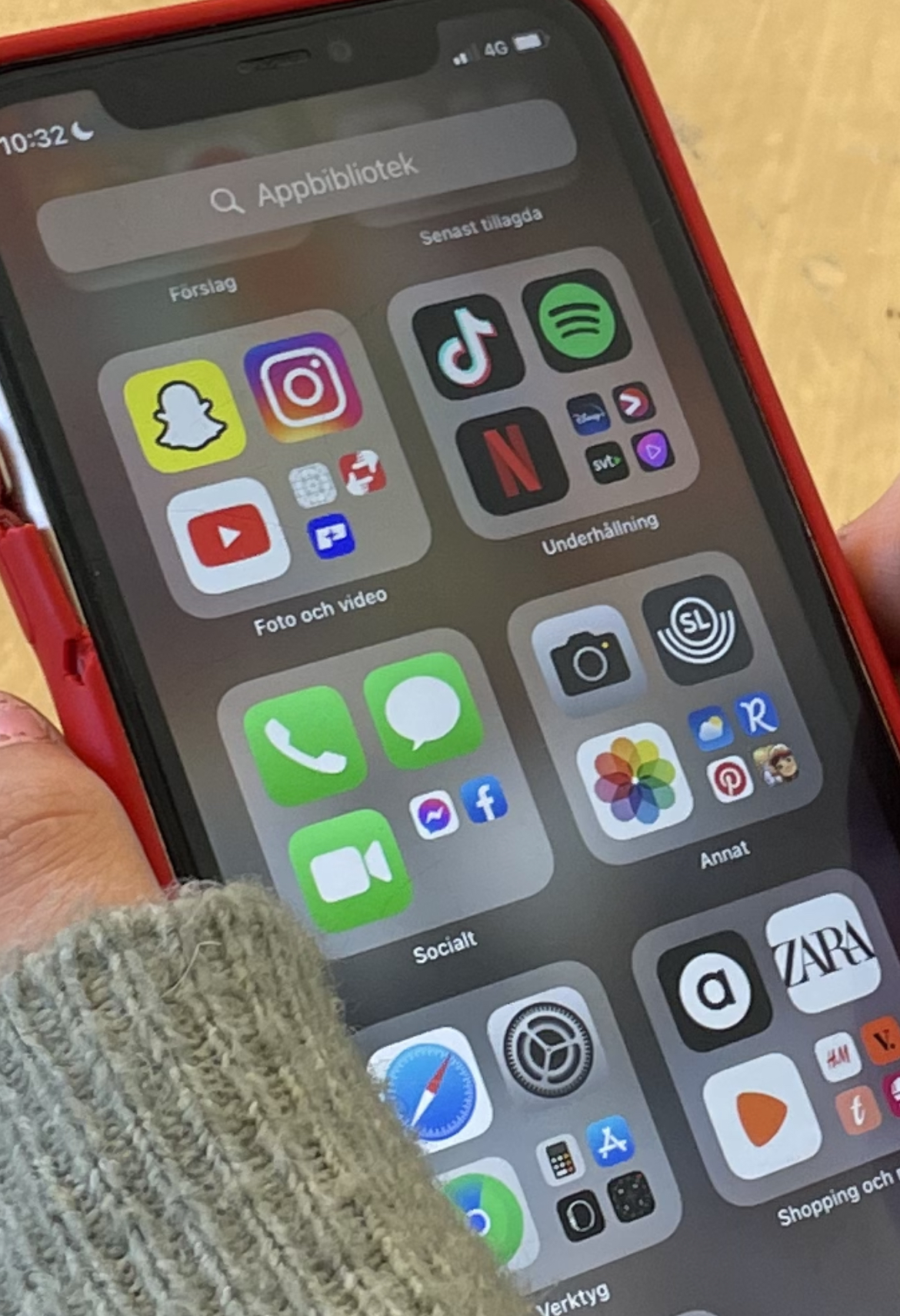
Aplicativos de mídias sociais nos quais os usuários podem acessar facilmente os feeds, receber notificações de novos conteúdos e se conectar com outros em tempo real

### Mídias sociais e saúde mental
O tempo excessivo gasto em mídias sociais pode ser mais prejudicial do que o tempo total de tela digital, especialmente para os jovens. Algumas pesquisas encontraram uma associação “substancial” entre o uso de mídias sociais e problemas de saúde mental, mas a maioria identificou apenas uma relação fraca ou inconsistente.
As mídias sociais podem ter efeitos tanto positivos quanto negativos na saúde mental; se o efeito geral é prejudicial ou benéfico pode depender de uma variedade de fatores, incluindo a qualidade e a quantidade de uso das mídias sociais. No caso dos acima de 65 anos, estudos constataram que níveis elevados de uso de mídias sociais estavam associados a resultados positivos, como o florescimento, embora permaneça incerto se o uso de mídias sociais é um fator causador.
As mídias sociais podem ser benéficas para os indivíduos, pois, se utilizadas corretamente, podem trazer impactos positivos tanto online quanto offline. No que se refere às mídias sociais, a adolescência pode se beneficiar ao permitir que os usuários construam e mantenham relações online e offline, acessem informações, conectem-se com outros em tempo real e se expressem por meio da criação e do engajamento com conteúdos. As mídias sociais também podem ser prejudiciais quando usadas de maneira inadequada. Adolescentes que utilizam mídias sociais podem ser expostos ou colocados em risco por fatores como ciberbullying, predadores sexuais, conteúdo adulto, uso de substâncias e conteúdos que apresentam representações irreais de pessoas e estilos de vida.
Em um estudo de 2021, foi relatado que adolescentes associados ao uso problemático de mídias estão três vezes mais propensos a apresentar complicações de saúde, tais como irritabilidade, nervosismo, cansaço e insônia. As tecnologias digitais tendem a focar mais no bem-estar hedônico, no qual os usuários são expostos a conteúdos que evocam alegria e risos em resposta a conteúdos positivos, e raiva e tristeza perante os negativos. Por sua vez, esses impactos negativos na adolescência ou em quaisquer usuários de mídias sociais serão apenas temporários, não afetando de forma permanente a qualidade de vida e a satisfação pessoal.
Em 2023, foi descoberto que 57% dos adolescentes entre 13 e 17 anos achariam difícil desistir do uso das mídias sociais, enquanto os 46% restantes afirmaram que seria fácil. Adolescentes mais velhos, na faixa de 15 a 17 anos, demonstraram maior dificuldade em abrir mão das mídias sociais, especialmente entre as garotas. Há uma associação significativa entre o uso de mídias sociais e a depressão, sendo essa associação especialmente alta entre meninas adolescentes. Ao serem questionados sobre o tempo gasto nas mídias sociais, 55% dos adolescentes afirmaram que o tempo era adequado, 35% relataram que passavam tempo demais e 8% afirmaram que passavam tempo de menos.

### Categorias diagnósticas propostas
O transtorno do jogo foi considerado pela força-tarefa do DSM-5 como merecedor de estudos adicionais (na subcategoria transtorno do jogo na internet), e foi incluído na CID-11. Preocupações foram levantadas por Aarseth e colegas quanto a essa inclusão, especialmente no que diz respeito à estigmatização dos jogadores compulsivos.
Christakis afirmou que a dependência da internet pode ser “uma epidemia do século XXI”. Em 2018, ele comentou que o uso excessivo da internet na infância pode ser uma forma de “experimento(s) não controlado(s) em … crianças”. As estimativas internacionais da prevalência do uso excessivo da internet variam consideravelmente, com marcadas diferenças entre as nações. Uma meta-análise de 2014 envolvendo 31 países apontou uma prevalência mundial de seis por cento. Uma perspectiva diferente, em 2018, por Musetti e colegas, reavaliou a internet em termos de sua necessidade e ubiquidade na sociedade moderna, encarando-a como um ambiente social, e não apenas como uma ferramenta, convocando assim a reformulação do modelo de dependência da internet.
Alguns médicos e cientistas comportamentais recomendam a inclusão de um diagnóstico de “vício em mídias sociais” (ou similar) na próxima atualização do Manual Diagnóstico e Estatístico de Transtornos Mentais. Uma revisão de 2015 concluiu que há uma ligação provável entre as necessidades psicológicas básicas e o vício em mídias sociais. “Usuários de redes sociais buscam feedback, e o recebem de centenas de pessoas — instantaneamente. Pode-se argumentar que as plataformas são projetadas para fazer com que os usuários se tornem viciados.”
O vício em sexo na internet, também conhecido como vício em cibersexo, foi proposto como uma adicção sexual caracterizada por uma atividade sexual virtual que causa sérias consequências negativas para o bem-estar físico, mental, social e/ou financeiro do indivíduo. Pode ser considerado uma forma de uso problemático da internet.

### Fenômenos relacionados

#### Apostas problemáticas online
Uma revisão de 2015 encontrou evidências de taxas mais elevadas de comorbidades de saúde mental, bem como maior consumo de substâncias, entre apostadores online, em comparação aos apostadores offline. Entretanto, a relação causal não foi estabelecida. A revisão postula que pode haver diferenças entre as coortes de apostadores problemáticos online e aqueles de jogos presenciais.

#### Ciberbullying
O ciberbullying, intimidação ou assédio utilizando mídias sociais ou outros meios eletrônicos, demonstrou ter efeitos na saúde mental. As vítimas podem apresentar menor autoestima, aumento da ideação suicida, diminuição da motivação para atividades habituais e uma variedade de respostas emocionais, incluindo medo, frustração, raiva, ansiedade ou depressão. Essas vítimas também podem começar a se distanciar de amigos e familiares.
De acordo com o projeto EU Kids Online, a incidência de ciberbullying em sete países europeus entre crianças de 8–16 anos aumentou de 8% para 12% entre 2010 e 2014. Aumentos semelhantes foram observados nos Estados Unidos e no Brasil.

#### Multitarefa com mídias
O uso simultâneo de múltiplos fluxos de mídias digitais, comumente conhecido como multitarefa com mídias, demonstrou estar associado a sintomas depressivos, ansiedade social, Impulsividade, Busca de Sensações, menor sucesso social percebido e neuroticismo. Uma revisão de 2018 constatou que, embora a literatura seja escassa e inconclusiva, de modo geral, os usuários intensivos de multitarefa com mídias também apresentam desempenho inferior em diversos domínios cognitivos. Um dos autores comentou que os dados não “demonstram de forma inequívoca que a multitarefa com mídias causa uma alteração na atenção e na memória”, podendo, assim, ser argumentado que realizar multitarefas em mídias digitais é ineficiente.

#### Uso distraído das vias
Em março de 2023, a Accident Analysis & Prevention publicou uma revisão sistemática de 47 amostras em 45 estudos que investigaram as associações entre o uso problemático de telefones celulares e desfechos relacionados à segurança viária (incluindo 32 amostras de motoristas, 9 amostras de Pedestre, 5 amostras com tipo de uso viário não especificado, e 1 amostra de motociclistas e ciclistas), constatando que o uso problemático de telefones celulares estava associado a um maior risco de uso simultâneo de telefone e via, bem como a riscos de colisões veiculares e colisões de pedestres ou quedas.

### Avaliação e tratamento
A avaliação rigorosa e baseada em evidências do uso problemático de mídias digitais ainda não foi estabelecida de forma abrangente. Isso se deve, em parte, à falta de consenso em torno dos diversos construtos e à ausência de padronização dos tratamentos. A Academia Americana de Pediatria (AAP) desenvolveu um Plano Familiar de Mídia, com o intuito de ajudar os pais a avaliarem e estruturarem o uso de dispositivos eletrônicos e mídias pela família de maneira mais segura, recomendando limitar o tempo de tela para entretenimento a duas horas ou menos por dia. A Sociedade Canadense de Pediatria produziu uma diretriz semelhante. Ferguson, um psicólogo, criticou essas e outras diretrizes nacionais por não serem fundamentadas em evidências. Outros especialistas, citados em uma revisão de literatura do Escritório de Pesquisa da UNICEF de 2017, recomendaram abordar os problemas subjacentes potenciais em vez de impor arbitrariamente limites de tempo de tela.
Diversas metodologias para avaliar o uso patológico da internet foram desenvolvidas, majoritariamente por meio de questionários autorreferidos, mas nenhuma foi universalmente reconhecida como padrão-ouro. Para o transtorno do jogo, tanto a Associação Americana de Psiquiatria e a Organização Mundial da Saúde (por meio da CID-11) divulgaram critérios diagnósticos.
Há algumas evidências limitadas da eficácia da Terapia Cognitivo-Comportamental e de intervenções baseadas na família para o tratamento. Em ensaios clínicos randomizados, medicamentos não demonstraram eficácia. Um estudo de 2016 com 901 adolescentes sugeriu que a mindfulness pode auxiliar na prevenção e no tratamento do uso problemático da internet. Um relatório parlamentar do Reino Unido, de 2019, considerou o engajamento, a conscientização e o apoio dos pais essenciais para desenvolver a “resiliência digital” entre os jovens, bem como para identificar e gerenciar os riscos de danos online. Centros de tratamento proliferaram em alguns países, e a China e a Coreia do Sul trataram a dependência digital como uma crise de saúde pública, abrindo, respectivamente, 300 e 190 centros em âmbito nacional. Outros países também abriram centros de tratamento.
ONGs, grupos de apoio e de defesa oferecem recursos para pessoas que fazem uso excessivo de mídias digitais, com ou sem diagnósticos codificados, incluindo a Academia Americana de Psiquiatria Infantil e Adolescente.
Um estudo de 2022 delineia os mecanismos pelos quais os estressores transmitidos pela mídia afetam o bem-estar mental. Os autores sugerem que um denominador comum relacionado aos problemas na construção da realidade pela mídia é o aumento da incerteza, o que leva a respostas defensivas e ao estresse crônico em indivíduos predispostos.

## Transtornos psiquiátricos associados

### Transtorno do déficit de atenção com hiperatividade (TDAH)
Em abril de 2018, a Revista Internacional de Pesquisas em Saúde Ambiental e Pública publicou uma revisão sistemática de 24 estudos que investigaram as associações entre o transtorno de jogos na internet (IGD) e diversas psicopatologias, encontrando uma correlação de 85% entre IGD e TDAH.
Em outubro de 2018, os PNAS EUA publicaram uma revisão sistemática de quatro décadas de pesquisas sobre a relação entre o uso de mídias em tela por crianças e adolescentes e comportamentos relacionados ao TDAH, concluindo que existe uma relação estatisticamente pequena entre o uso de mídias por crianças e os comportamentos associados ao TDAH.
Em novembro de 2018, a Cyberpsychology publicou uma revisão sistemática e meta‐análise de 5 estudos que encontrou evidências de uma relação entre o uso problemático de smartphones e traços de Impulsividade.
Em outubro de 2020, o Journal of Behavioral Addictions publicou uma revisão sistemática e meta‐análise de 40 estudos com 33.650 estudantes do ensino superior, que encontrou uma associação positiva de fraca a moderada entre o vício em telefones celulares e a impulsividade.
Em janeiro de 2021, o Journal of Psychiatric Research publicou uma revisão sistemática de 29 estudos, envolvendo 56.650 indivíduos, que constatou que os sintomas de TDAH estavam consistentemente associados ao transtorno de jogos e que houve associações mais frequentes entre desatenção e transtorno de jogos do que com outras escalas de TDAH.
Em julho de 2021, a Frontiers in Psychiatry publicou uma meta‐análise que revisou 40 estudos de morfometria baseada em voxel e 59 estudos de ressonância magnética funcional comparando indivíduos com IGD ou TDAH com grupos de controle, constatando que os indivíduos com IGD e TDAH apresentavam alterações estruturais diferenciadoras na putâmen e no córtex orbitofrontal (respectivamente), além de alterações funcionais no Precuneus para os indivíduos com IGD e no circuito de recompensa (incluindo o córtex cingulado anterior e o Estriado) para ambos os grupos.
Em março de 2022, o JAMA Psychiatry publicou uma revisão sistemática e meta‐análise de 87 estudos com 159.425 indivíduos com 12 anos de idade ou menos, que encontrou uma correlação pequena, mas estatisticamente significativa, entre o tempo de tela e os sintomas de TDAH em crianças.
Em abril de 2022, a Developmental Neuropsychology publicou uma revisão sistemática de 11 estudos, dos quais os dados de todos, exceto um, sugeriram que o aumento do tempo de tela para crianças está associado a problemas de atenção.
Em julho de 2022, o Journal of Behavioral Addictions publicou uma meta‐análise de 14 estudos, abrangendo 2.488 indivíduos com idade entre 6 e 18 anos, que constatou que o uso problemático da internet era significativamente mais grave em indivíduos diagnosticados com TDAH em comparação aos grupos de controle.
Em dezembro de 2022, a European Child & Adolescent Psychiatry publicou uma revisão sistemática da literatura de 28 estudos longitudinais, publicados de 2011 a 2021, sobre as associações entre o uso de mídias digitais por crianças e adolescentes e os sintomas de TDAH posteriores, constatando associações recíprocas entre o uso de mídias digitais e os sintomas de TDAH (isto é, que indivíduos com sintomas de TDAH eram mais propensos a desenvolver uso problemático de mídias digitais e que o aumento do uso de mídias digitais estava associado ao aumento subsequente da gravidade dos sintomas de TDAH).
Em maio de 2023, a Reviews on Environmental Health publicou uma meta‐análise de 9 estudos com 81.234 crianças que encontrou uma correlação positiva entre o tempo de tela e o risco de TDAH em crianças, sugerindo que quantidades maiores de tempo de tela na infância podem contribuir significativamente para o desenvolvimento do TDAH.
Em dezembro de 2023, o Journal of Psychiatric Research publicou uma meta‐análise de 24 estudos com 18.859 indivíduos, com idade média de 18,4 anos, que encontrou associações significativas entre o TDAH e o uso problemático da internet, enquanto a Clinical Psychology Review publicou uma revisão sistemática e meta‐análise de 48 estudos que examinou as associações entre o TDAH e o transtorno de jogos, encontrando uma associação estatisticamente significativa entre os transtornos.

### Ansiedade
Em abril de 2018, a Revista Internacional de Pesquisas em Saúde Ambiental e Pública publicou uma revisão sistemática de 24 estudos que investigaram as associações entre o transtorno de jogos na internet (IGD) e diversas psicopatologias, encontrando uma correlação de 92% entre IGD e ansiedade e de 75% entre IGD e ansiedade social.
Em agosto de 2018, a Wiley Stress & Health publicou uma meta‐análise de 39 estudos, envolvendo 21.736 indivíduos, que encontrou uma associação de pequena a moderada entre o uso de smartphones e a ansiedade.
Em dezembro de 2018, a Frontiers in Psychiatry publicou uma revisão sistemática de 9 estudos, publicados após 2014, que investigaram as associações entre o uso problemático de redes sociais (SNS) e transtornos psiquiátricos comórbidos, encontrando uma associação positiva entre o uso problemático de SNS e a ansiedade.
Em março de 2019, o International Journal of Adolescence and Youth publicou uma revisão sistemática de 13 estudos, envolvendo 21.231 adolescentes com idades entre 13 e 18 anos, que constatou que o tempo de tela dedicado às redes sociais – tanto no uso ativo quanto no passivo –, a quantidade de informações pessoais enviadas e os comportamentos adictivos relacionados às redes sociais correlacionavam-se com a ansiedade.
Em fevereiro de 2020, a Psychiatry Research publicou uma revisão sistemática e meta‐análise de 14 estudos que encontrou associações positivas entre o uso problemático de smartphones e a ansiedade, bem como entre níveis mais elevados desse uso e o risco aumentado de ansiedade, enquanto a Frontiers in Psychology publicou uma revisão sistemática de 10 estudos com adolescentes ou jovens adultos na China que concluiu que, na maior parte, as pesquisas revisadas estabeleceram uma associação entre o transtorno do uso das redes sociais e a ansiedade entre esses indivíduos.
Em abril de 2020, a BMC Public Health publicou uma revisão sistemática de 70 estudos transversais e longitudinais que investigaram fatores moderadores nas associações entre comportamentos sedentários baseados em tela e sintomas de ansiedade em jovens, constatando que, embora o tipo de tela fosse o fator mais consistente, o conjunto de evidências para os sintomas de ansiedade era mais limitado do que para os sintomas de depressão.
Em outubro de 2020, o Journal of Behavioral Addictions publicou uma revisão sistemática e meta‐análise de 40 estudos com 33.650 estudantes do ensino superior, que encontrou uma associação positiva de fraca a moderada entre o vício em telefones celulares e a ansiedade.
Em novembro de 2020, a Saúde Mental Infantil e Adolescente publicou uma revisão sistemática de pesquisas realizadas entre janeiro de 2005 e março de 2019 sobre as associações entre o uso de redes sociais (SNS) e os sintomas de ansiedade em indivíduos de 5 a 18 anos, constatando que o aumento do tempo de tela ou a frequência de uso das SNS, assim como níveis mais elevados de compartilhamento de informações pessoais nessas contas, estavam significativamente associados a maiores níveis de sintomas ansiosos.
Em janeiro de 2021, a Frontiers in Psychiatry publicou uma revisão sistemática de 44 estudos que investigaram o uso de redes sociais e o desenvolvimento de transtornos psiquiátricos na infância e adolescência, concluindo que as pesquisas revisadas estabeleceram uma associação direta entre níveis de ansiedade, comportamentos de vício em redes sociais e nomofobia; apresentaram associações longitudinais entre o uso das redes sociais e o aumento da ansiedade; evidenciaram que o medo de estar perdendo algo (FOMO) e a nomofobia estão associados à gravidade do uso do Facebook; e sugeriram que o medo de estar perdendo algo pode desencadear o vício em redes sociais, enquanto a nomofobia parece mediar esse vício.
Em março de 2021, a Computers in Human Behavior Reports publicou uma revisão sistemática de 52 estudos, realizados antes de maio de 2020, que constatou que a ansiedade social estava associada ao uso problemático de redes sociais e que indivíduos ansiosos socialmente recorriam às redes para buscar apoio, possivelmente como compensação pela falta de suporte social presencial.
Em junho de 2021, a Clinical Psychology Review publicou uma revisão sistemática de 35 estudos longitudinais, realizados antes de agosto de 2020, que concluiu ser insuficiente a evidência de associações longitudinais entre o tempo de tela e a ansiedade em jovens.
Em agosto de 2021, uma meta‐análise apresentada na Conferência Internacional de Medicina e Saúde Inteligentes (ICIMH) de 2021, envolvendo artigos publicados antes de janeiro de 2011, encontrou evidências de um impacto negativo das redes sociais sobre a ansiedade.
Em janeiro de 2022, a The European Journal of Psychology Applied to Legal Context publicou uma meta‐análise de 13 estudos transversais, envolvendo 7.348 indivíduos, que encontrou uma correlação estatisticamente significativa entre a cibervitimação e a ansiedade, com um tamanho de efeito moderado a grande.
Em março de 2022, o JAMA Psychiatry publicou uma revisão sistemática e meta‐análise de 87 estudos com 159.425 indivíduos com 12 anos de idade ou menos, que encontrou uma correlação pequena, porém estatisticamente significativa, entre o tempo de tela e a ansiedade em crianças, enquanto a Adolescent Psychiatry (publicada pela Bentham Science Publishers) apresentou uma revisão sistemática de pesquisas realizadas de junho de 2010 a junho de 2020, que investigou as associações entre o uso de redes sociais e a ansiedade em adolescentes com idades entre 13 e 18 anos, constatação de que 78,3% dos estudos revisados relataram associações positivas entre o uso de redes sociais e a ansiedade.
Em abril de 2022, pesquisadores do Departamento de Comunicação da Universidade de Stanford realizaram uma meta‐análise de 226 estudos, envolvendo 275.728 indivíduos, que encontrou uma associação pequena, mas positiva, entre o uso de redes sociais e a ansiedade. Enquanto isso, a JMIR Mental Health publicou uma revisão sistemática e meta‐análise de 18 estudos, envolvendo 9.269 adolescentes e jovens adultos, que encontrou uma associação moderada, porém estatisticamente significativa, entre o uso problemático de redes sociais e a ansiedade.
Em maio de 2022, a Computers in Human Behavior publicou uma meta‐análise de 82 estudos, envolvendo 48.880 indivíduos, que encontrou uma associação positiva significativa entre a ansiedade social e o vício em telefones celulares.
Em agosto de 2022, a Revista Internacional de Pesquisas em Saúde Ambiental e Pública publicou uma revisão sistemática e meta‐análise de 16 estudos, envolvendo 8.077 indivíduos, que estabeleceu uma associação significativa entre o binge-watching e a ansiedade.
Em novembro de 2022, a Cyberpsychology, Behavior, and Social Networking publicou uma revisão sistemática de 1.747 artigos sobre o uso problemático de redes sociais, que encontrou uma forte relação bidirecional entre esse uso e a ansiedade.
Em março de 2023, o Journal of Public Health publicou uma meta‐análise de 27 estudos, publicados após 2014, envolvendo 120.895 indivíduos, que encontrou uma associação moderada e robusta entre o uso problemático de smartphones e a ansiedade.
Em julho de 2023, a Healthcare publicou uma revisão sistemática e meta‐análise de 16 estudos que estabeleceu coeficientes de correlação de 0,31 e 0,39 entre a nomofobia e, respectivamente, a ansiedade e o vício em smartphones.
Em setembro de 2023, a Frontiers in Public Health publicou uma revisão sistemática e meta‐análise de 37 estudos, envolvendo 36.013 indivíduos com idades entre 14 e 24 anos, que encontrou uma associação positiva e estatisticamente significativa entre o uso problemático da internet e a ansiedade social, enquanto o BJPsych Open publicou uma revisão sistemática de 140 estudos, realizados de 2000 a 2020, que constatou que o uso de redes sociais por mais de 3 horas diárias e a navegação passiva estavam associados ao aumento da ansiedade.
Em janeiro de 2024, o Comunicação mediada por computador publicou uma meta‐análise de 141 estudos, envolvendo 145.394 indivíduos, que constatou que o uso ativo de redes sociais estava associado a maiores sintomas de ansiedade, enquanto o uso passivo estava associado a maiores sintomas de ansiedade social.
Em fevereiro de 2024, a Addictive Behaviors publicou uma revisão sistemática e meta‐análise de 53 estudos, envolvendo 59.928 indivíduos, que encontrou que o uso problemático de redes sociais e a ansiedade social estão altamente e positivamente correlacionados, enquanto o Jornal Egípcio de Neurologia, Psiquiatria e Neurocirurgia publicou uma revisão sistemática de 15 estudos que investigaram as associações entre o uso problemático de redes sociais e a ansiedade em indivíduos do Oriente Médio e Norte da África, incluindo 4 estudos com sujeitos exclusivamente entre 12 e 19 anos, e constatou que a maioria dos estudos encontrou uma associação significativa.

### Autismo
Em agosto de 2015, NeuroTribes identificou comunidades digitais autistas, tais como Rede Internacional do Autismo, Wrong Planet e a lista de discussão Lista de Autismo na Universidade St. John's (Nova York).
Steve Silberman argumentou que essas comunidades “proporcionavam um lar natural” onde os membros autistas “podiam interagir em seu próprio ritmo”.
Jim Sinclair (ativista) foi membro da Lista de Autismo e participou da fundação da Rede Internacional do Autismo.

### Transtorno bipolar
Em novembro de 2018, Ciberpsicologia publicou uma revisão sistemática e meta-análise de 5 estudos que encontrou evidências para uma relação entre o uso problemático de smartphones e traços de impulsividade. Em outubro de 2020, a Journal of Behavioral Addictions publicou uma revisão sistemática e meta-análise de 40 estudos com 33.650 estudantes do ensino superior, que constatou uma associação positiva de fraca a moderada entre a dependência de telefone móvel e a impulsividade.
Em abril de 2021, uma meta-análise de 3 estudos, abrangendo 9.142 sujeitos, foi apresentada na Conferência Internacional sobre Big Data e Educação em Informatização, a qual concluiu que o uso problemático da internet é um fator de risco para o transtorno bipolar. Em dezembro de 2023, a Journal of Psychiatric Research publicou uma meta-análise de 24 estudos com 18.859 sujeitos, com idade média de 18,4 anos, que encontrou associações significativas entre o uso problemático da internet e a impulsividade.

### Depressão
Em abril de 2018, a International Journal of Environmental Research and Public Health publicou uma revisão sistemática de 24 estudos que investigou as associações entre o transtorno de jogos na internet (IGD) e diversas psicopatologias, encontrando uma correlação de 89% entre IGD e depressão.
Em julho de 2018, a JMIR Mental Health publicou uma revisão sistemática de 11 estudos que investigou o uso de redes sociais e a depressão entre usuários lésbicas, gays e bissexuais (LGB), constatando que, embora pesquisas qualitativas indicassem que o uso das redes sociais poderia proporcionar maior suporte social e menos solidão para os usuários LGB, estes eram mais propensos a sofrer cyberbullying do que os usuários heterossexuais, que o cyberbullying entre usuários LGB estava associado à depressão nas vítimas e que o monitoramento constante das contas por esses usuários também atuava como fator de estresse associado à depressão.
Em dezembro de 2018, a Frontiers in Psychiatry publicou uma revisão sistemática de 9 estudos publicados após 2014 que investigaram as associações entre o uso problemático de redes sociais (SNS) e transtornos psiquiátricos comórbidos, constatando uma associação positiva entre o uso problemático de SNS e a depressão.
Em março de 2019, a International Journal of Adolescence and Youth publicou uma revisão sistemática de 13 estudos, envolvendo 21.231 adolescentes de 13 a 18 anos, que constatou que o tempo de tela em redes sociais – tanto no uso ativo quanto no passivo –, a quantidade de informações pessoais postadas e os comportamentos aditivos nas redes sociais, correlacionavam-se com a depressão.
Em abril de 2019, a Journal of Affective Disorders publicou uma meta-análise avaliando as associações entre o uso de SNS e níveis mais elevados de depressão, constatando que um maior tempo de tela e a frequência de verificação de contas apresentavam associações pequenas, porém estatisticamente significativas, com níveis mais elevados de depressão; que comparações sociais gerais maiores nas SNS apresentavam uma associação de pequena a moderada; e que comparações sociais ascendentes maiores nas SNS apresentavam uma associação moderada.
Em novembro de 2019, a BMC Public Health publicou uma revisão sistemática e meta-análise de 12 estudos transversais e 7 longitudinais que constatou que o comportamento sedentário baseado no tempo de tela está associado ao risco de depressão.
Em janeiro de 2020, a Translational Psychiatry publicou uma meta-análise de 12 estudos prospectivos, envolvendo 128.553 sujeitos, que constatou que, embora o comportamento sedentário e o risco de depressão apresentassem associação positiva significativa, assistir televisão e outros comportamentos sedentários mentalmente passivos estavam associados ao risco de depressão, enquanto o uso do computador e outros comportamentos sedentários mentalmente ativos não o estavam.
Em fevereiro de 2020, a Psychiatry Research publicou uma revisão sistemática e meta-análise de 14 estudos que constatou associações positivas entre o uso problemático de smartphones e a depressão, bem como entre níveis mais elevados desse uso e o risco aumentado de depressão.
Também em fevereiro de 2020, a Frontiers in Psychology publicou uma revisão sistemática de 10 estudos com adolescentes ou jovens adultos na China, concluindo que a maioria das pesquisas revisadas estabeleceu uma associação entre o transtorno do uso de redes sociais e a depressão entre adolescentes e jovens adultos chineses.
Em março de 2020, a Review of General Psychology publicou uma meta-análise que constatou uma pequena associação entre o uso de serviços de redes sociais (SNS) e a depressão autorrelatada.
Em abril de 2020, a BMC Public Health publicou uma revisão sistemática de 70 estudos transversais e longitudinais que investigaram fatores moderadores para as associações entre comportamentos sedentários baseados em tela e sintomas depressivos entre jovens, constatando que o fator mais consistente foi o tipo de tela – visto que assistir televisão não estava tão fortemente associado aos sintomas depressivos quanto outros tipos de tela.
Em agosto de 2020, a Journal of Medical Internet Research publicou uma umbrella review de 7 revisões sistemáticas sobre pesquisas que investigaram as associações entre depressão e o uso de tecnologias móveis e redes sociais por adolescentes, concluindo que, embora essas tecnologias possam promover suporte social, o excesso de comparações sociais e o envolvimento pessoal (ou seja, aumento da exposição geral, exposição a conteúdos específicos que promovem sintomas depressivos e o grau de informações pessoais postadas nas redes sociais) podem estar associados a sintomas depressivos.
Em outubro de 2020, a Journal of Affective Disorders publicou uma meta-análise de 12 estudos com sujeitos de 11 a 18 anos, que constatou uma correlação positiva pequena, porém estatisticamente significativa, entre o uso de redes sociais e sintomas depressivos entre adolescentes, enquanto a Journal of Behavioral Addictions publicou uma revisão sistemática e meta-análise de 40 estudos com 33.650 estudantes do ensino superior, constatando uma associação positiva de fraca a moderada entre a dependência de smartphones e a depressão.
Em novembro de 2020, a Child and Adolescent Mental Health publicou uma revisão sistemática de pesquisas realizadas entre janeiro de 2005 e março de 2019 sobre as associações entre o uso de SNS e a depressão em sujeitos com idades entre 5 e 18 anos, constatando que o aumento do tempo de tela ou da frequência de uso de SNS e o uso problemático e aditivo de SNS estavam significativamente associados a níveis mais elevados de sintomas depressivos.
Em janeiro de 2021, a Frontiers in Psychiatry publicou uma revisão sistemática de 44 estudos que investigaram o uso de redes sociais e o desenvolvimento de transtornos psiquiátricos na infância e adolescência, concluindo que o uso passivo de redes sociais (por exemplo, navegar por fotos de outros usuários ou rolar comentários e feeds de notícias) e a depressão estão bidirecionalmente associados, e que o uso problemático de redes sociais e os sintomas depressivos são mediados por comparações sociais.
Em fevereiro de 2021, a Research on Child and Adolescent Psychopathology publicou uma meta-análise de 62 estudos, envolvendo 451.229 sujeitos, que constatou que o tempo de tela e a intensidade do uso de SNS possuem associações fracas, mas estatisticamente significativas, com sintomas depressivos, enquanto o uso problemático de SNS apresentou uma associação moderada com os sintomas de depressão.
Em março de 2021, a Youth & Society publicou uma revisão sistemática de 9 estudos que constatou uma associação entre o uso de SNS e o bem-estar subjetivo dos adolescentes, incluindo o humor, embora os resultados quanto à direção dessa associação tenham sido divergentes.
Em abril de 2021, a Journal of Affective Disorders publicou uma revisão sistemática e meta-análise de 92 estudos, envolvendo 15.148 sujeitos de 25 países, que investigou as associações entre depressão e transtorno de jogos na internet, constatando que um terço dos sujeitos com IGD havia sido diagnosticado com depressão e que sintomas depressivos graves eram mais frequentes entre os sujeitos com IGD globalmente, mesmo sem um diagnóstico formal, em comparação com a população geral.
Em maio de 2021, a Current Psychology publicou uma meta-análise de 55 estudos, envolvendo 80.533 sujeitos, que constatou uma associação pequena, porém positiva e estatisticamente significativa, entre o uso de SNS e sintomas depressivos autorrelatados.
Em junho de 2021, a Clinical Psychology Review publicou uma revisão sistemática de 35 estudos longitudinais publicados antes de agosto de 2020, constatando que a associação entre o tempo de tela e os sintomas depressivos subsequentes entre os jovens era pequena e variava de acordo com o tipo de dispositivo e o padrão de uso.
Em julho de 2021, a Translational Medicine Communications publicou uma revisão sistemática de 9 estudos, realizados entre outubro de 2010 e dezembro de 2018, com sujeitos usuários do Instagram com idades entre 19 e 35 anos, que constatou uma associação entre o uso do Instagram e sintomas depressivos.
Em janeiro de 2022, a The European Journal of Psychology Applied to Legal Context publicou uma meta-análise de 13 estudos transversais, envolvendo 7.348 sujeitos, que constatou uma correlação estatisticamente significativa entre a vitimização cibernética e a depressão, com um tamanho de efeito de moderado a grande.
Em fevereiro de 2022, a International Journal of Social Psychiatry publicou uma meta-análise de 131 estudos, envolvendo 244.676 sujeitos, que constatou uma correlação média moderada entre o uso problemático de redes sociais e a depressão.
Em março de 2022, a Computers in Human Behavior publicou uma revisão sistemática e meta-análise de 531 estudos transversais ou longitudinais, envolvendo sujeitos de 10 a 24 anos, que constatou uma pequena associação bidirecional entre o uso de mídia online e sintomas depressivos, sem diferença significativa entre o uso geral da internet, smartphones, redes sociais ou jogos online, embora estudos que utilizaram escalas de dependência de mídia em vez de tempo de tela tenham encontrado associações significativamente maiores.
Também em março de 2022, a JAMA Psychiatry publicou uma revisão sistemática e meta-análise de 87 estudos com 159.425 sujeitos de até 12 anos, que constatou uma pequena, mas estatisticamente significativa, correlação entre o tempo de tela e a depressão em crianças, enquanto a Adolescent Psychiatry publicou uma revisão sistemática de pesquisas realizadas de junho de 2010 a junho de 2020, examinando as associações entre o uso de redes sociais e a depressão em adolescentes de 13 a 18 anos, concluindo que 82,6% dos estudos revisados relataram associações positivas entre o uso de redes sociais e a depressão.
Em abril de 2022, a International Journal of Environmental Research and Public Health publicou uma meta-análise de 21 estudos transversais e 5 longitudinais, envolvendo 55.340 adolescentes, que constatou que o tempo de tela em redes sociais apresentava uma associação dose–resposta linear com o risco de depressão, aumentando 13% o risco para cada hora adicional de uso.
Também em abril de 2022, pesquisadores do Departamento de Comunicação da Universidade de Stanford realizaram uma meta-análise de 226 estudos, envolvendo 275.728 sujeitos, que constatou uma pequena, porém positiva, associação entre o uso de redes sociais e a depressão, enquanto a JMIR Mental Health publicou uma revisão sistemática e meta-análise de 18 estudos, envolvendo 9.269 adolescentes e jovens adultos, que constatou uma associação moderada, mas estatisticamente significativa, entre o uso problemático de redes sociais e a depressão.
Em agosto de 2022, a International Journal of Environmental Research and Public Health publicou uma revisão sistemática e meta-análise de 16 estudos, envolvendo 8.077 sujeitos, que estabeleceu uma associação significativa entre binge-watching e depressão, constatando que essa associação foi mais forte durante a pandemia de COVID-19 do que no período pré-pandemia.
Em novembro de 2022, a Cyberpsychology, Behavior, and Social Networking publicou uma revisão sistemática de 1.747 artigos sobre o uso problemático de redes sociais, que constatou uma forte relação bidirecional entre o uso de redes sociais e a depressão.
Em dezembro de 2022, a Frontiers in Psychiatry publicou uma meta-análise de 18 estudos de coorte, envolvendo 241.398 sujeitos, que concluiu que o tempo de tela é um preditor de sintomas depressivos.
Em março de 2023, a Journal of Public Health publicou uma meta-análise de 27 estudos publicados após 2014, envolvendo 120.895 sujeitos, que constatou uma associação moderada e robusta entre o uso problemático de smartphones e a depressão.
Em abril de 2023, a Trauma, Violence, & Abuse publicou uma revisão sistemática e meta-análise de 17 estudos, envolvendo 79.202 adolescentes de 10 a 19 anos, que constatou que a depressão era três vezes mais comum entre as vítimas de cyberbullying do que nos grupos de controle.
Em julho de 2023, a Current Psychology publicou uma meta-análise de 38 estudos, envolvendo 14.935 sujeitos na Turquia, que constatou uma associação pequena, mas positiva, entre o uso problemático de redes sociais e a depressão.
Em setembro de 2023, a Clinical Psychological Science publicou uma revisão e meta-análise preregistrada de 34 artigos publicados entre 2018 e 2020, que investigou as associações entre depressão em adolescentes e o uso de redes sociais, identificando que mais de 70% das amostras provinham do Norte Global e que, nesse contexto, as associações eram positivas e significativas, enquanto no Sul Global os resultados foram nulos e não significativos.
Em setembro de 2023, a BJPsych Open publicou uma revisão sistemática de 140 estudos realizados de 2000 a 2020, constatando que o uso de redes sociais por mais de 3 horas diárias e a navegação passiva estavam associados ao aumento da depressão em crianças, adolescentes e jovens adultos.
Em fevereiro de 2024, a The Egyptian Journal of Neurology, Psychiatry and Neurosurgery publicou uma revisão sistemática de 15 estudos que investigaram as associações entre o uso problemático de redes sociais e a depressão em sujeitos do Oriente Médio e Norte da África (incluindo 4 estudos com sujeitos exclusivamente de 12 a 19 anos), estabelecendo que a maioria dos estudos encontrou uma associação significativa.

### Insônia
Em agosto de 2018, a Sleep Science and Practice publicou uma revisão sistemática e meta-análise de 19 estudos, envolvendo 253.904 adolescentes, que constatou que o uso excessivo de tecnologia apresentava uma forte e consistente associação com a redução da duração do sono e o aumento da latência de início do sono em adolescentes com 14 anos ou mais.
Também em agosto de 2018, a Sleep Science publicou uma revisão sistemática de 12 estudos que investigou as associações entre a exposição a videogames, os desfechos do sono e as habilidades cognitivas pós-sono, constatando que os dados indicavam relações entre a redução na duração do sono, o aumento da latência de início do sono, modificações no sono REM e no sono de ondas lentas, aumento da sonolência e da fadiga autopercebida, bem como prejuízo na capacidade de atenção e na memória verbal.
Em outubro de 2019, a Sleep Medicine Reviews publicou uma revisão sistemática e meta-análise de 23 estudos, envolvendo 35.684 sujeitos, que constatou uma razão de chances estatisticamente significativa para problemas de sono e redução da duração do sono em sujeitos com vício em internet.
Em fevereiro de 2020, a Psychiatry Research publicou uma revisão sistemática e meta-análise de 14 estudos que constatou associações positivas entre o uso problemático de smartphones e a má qualidade do sono, bem como entre níveis mais elevados desse uso e o risco aumentado de má qualidade do sono.
Também em fevereiro de 2020, a Sleep Medicine Reviews publicou uma revisão sistemática de 31 estudos que examinou as associações entre o tempo de tela e os desfechos do sono em crianças com menos de 5 anos, constatando que o tempo de tela está associado a piores desfechos do sono em crianças com menos de 5 anos, com a meta-análise confirmando esses efeitos apenas em crianças com menos de 2 anos.
Em março de 2020, a Developmental Review publicou uma revisão sistemática de 9 estudos que constatou uma associação de fraca a moderada entre a quantidade e a qualidade do sono e o uso problemático de smartphones entre adolescentes.
Em outubro de 2020, a International Journal of Environmental Research and Public Health publicou uma revisão sistemática e meta-análise de 80 estudos que constatou que um maior tempo de tela está associado a uma menor duração do sono entre crianças pequenas e pré-escolares,
enquanto a Journal of Behavioral Addictions publicou uma revisão sistemática e meta-análise de 40 estudos com 33.650 estudantes do ensino superior, que constatou uma associação positiva de fraca a moderada entre a dependência de telefones móveis e a má qualidade do sono.
Em abril de 2021, a Sleep Medicine Reviews publicou uma revisão sistemática de 36 estudos transversais e 6 longitudinais, constatando que 24 dos estudos transversais e 5 dos estudos longitudinais identificaram associações significativas entre o uso mais frequente de redes sociais e desfechos insatisfatórios do sono.
Em junho de 2021, a Frontiers in Psychiatry publicou uma revisão sistemática e meta-análise de 34 estudos, envolvendo 51.901 sujeitos, que estabeleceu associações significativas entre o jogo problemático e a duração do sono, a má qualidade do sono, a sonolência diurna e outros problemas relacionados ao sono.
Em setembro de 2021, a BMC Public Health publicou uma revisão sistemática de 49 estudos que investigaram as associações entre o uso de mídias eletrônicas e diversos desfechos do sono entre crianças e adolescentes de 15 anos ou menos, constatando uma forte associação com a duração do sono – sendo que as evidências foram mais consistentes para crianças de 6 a 15 anos do que para aquelas com 5 anos ou menos –, enquanto as associações entre o uso de mídias eletrônicas e outros desfechos do sono foram mais inconclusivas.
Em dezembro de 2021, a Frontiers in Neuroscience publicou uma revisão sistemática de 12 estudos, realizados entre janeiro de 2000 e abril de 2020, que constatou que adultos com pontuações mais altas em dependência de jogos eram mais propensos a ter menor quantidade de sono, pior qualidade do sono, horário de sono atrasado, e maior sonolência diurna e escores de insônia do que sujeitos com pontuações mais baixas em dependência de jogos e indivíduos não jogadores.
Em janeiro de 2022, a Early Childhood Research Quarterly publicou uma revisão sistemática e meta-análise de 26 estudos, que constatou uma associação fraca, porém estatisticamente significativa, entre o aumento do uso de smartphones e tablets e a pior qualidade do sono na primeira infância.
Em maio de 2022, a Journal of Affective Disorders publicou uma meta-análise de 29 estudos, envolvendo 20.041 sujeitos, que constatou uma associação de fraca a moderada entre a dependência de telefones móveis e o distúrbio do sono, além de indicar que adolescentes com dependência de telefones móveis apresentavam maior risco de desenvolver distúrbios do sono.
Em agosto de 2022, a International Journal of Environmental Research and Public Health publicou uma revisão sistemática e meta-análise de 16 estudos, envolvendo 8.077 sujeitos, que estabeleceu uma associação significativa entre binge-watching e problemas de sono, constatando que essa associação foi mais forte durante a pandemia de COVID-19 do que no período pré-pandemia.
Em outubro de 2022, a Reports in Public Health publicou uma revisão sistemática de 23 estudos que constatou que o uso excessivo de telas digitais por adolescentes estava associado à má qualidade do sono, despertares noturnos, longa latência do sono e sonolência diurna.
Em dezembro de 2022, a Sleep Epidemiology publicou uma revisão sistemática de 18 estudos que investigaram as associações entre problemas de sono e tempo de tela durante os lockdowns da COVID-19, constatando que o aumento do tempo de tela nesse período impactou negativamente a duração do sono, a qualidade do sono, a latência do início do sono e o tempo de despertar.
Em março de 2023, a Journal of Clinical Sleep Medicine publicou uma revisão sistemática e meta-análise de 17 estudos, envolvendo 36.485 sujeitos, que constatou que o uso excessivo de smartphones estava fortemente associado à má qualidade do sono autorrelatada, à privação de sono e ao aumento da latência do sono.
Em abril de 2023, a Sleep Medicine Reviews publicou uma revisão sistemática de 42 estudos que constatou que o uso de mídia digital está associado a uma menor duração do sono, pior qualidade do sono e uso de dispositivos à noite associado a desfechos insatisfatórios do sono, encontrando associações apenas para o uso geral de telas, telefones móveis, computadores e internet, e redes sociais, e não para televisão, consoles de videogame ou tablets.
Em julho de 2023, a Healthcare publicou uma revisão sistemática e meta-análise de 16 estudos que estabeleceu um coeficiente de correlação de 0,56 entre nomofobia e insônia.
Em setembro de 2023, a PLOS One publicou uma revisão sistemática e meta-análise de 16 estudos sobre a dependência de smartphones e o sono entre estudantes de medicina, constatando que 57% dos sujeitos apresentavam sono de má qualidade e 39% exibiam dependência de smartphones, com um índice de correlação de 0,3,
enquanto a Computers in Human Behavior publicou uma meta-análise de 23 estudos longitudinais, envolvendo 116.431 adolescentes, que constatou que o tempo de tela dos adolescentes com computadores, smartphones, redes sociais e televisão está positivamente associado a impactos negativos na saúde do sono na vida adulta.

### Narcisismo
Em abril de 2018, uma meta‐análise publicada no Journal of Personality constatou que a correlação positiva entre o narcisismo grandioso e o uso de redes sociais (SNS) foi replicada em diversas plataformas (incluindo Facebook e Twitter).
Em julho de 2018, uma meta‐análise publicada em Psychology of Popular Media constatou que o narcisismo grandioso correlacionava-se positivamente com o tempo gasto nas redes sociais, a frequência de atualizações de status, o número de amigos ou seguidores e a frequência de postagem de autorretratos digitais.
Em março de 2020, a Review of General Psychology publicou uma meta‐análise que identificou uma associação de pequena a moderada entre o uso de SNS e o narcisismo.
Em junho de 2020, Addictive Behaviors publicou uma Revisão sistemática que apontou uma correlação consistente, positiva e significativa entre o narcisismo grandioso e o uso problemático de redes sociais.
Em abril de 2018, a International Journal of Environmental Research and Public Health publicou uma revisão sistemática de 24 estudos que investigaram associações entre o transtorno do jogo na internet (IGD) e diversas psicopatologias, constatando uma correlação significativa entre IGD e sintomas de transtorno obsessivo-compulsivo em 3 dos 4 estudos.

## Benefícios para a saúde mental

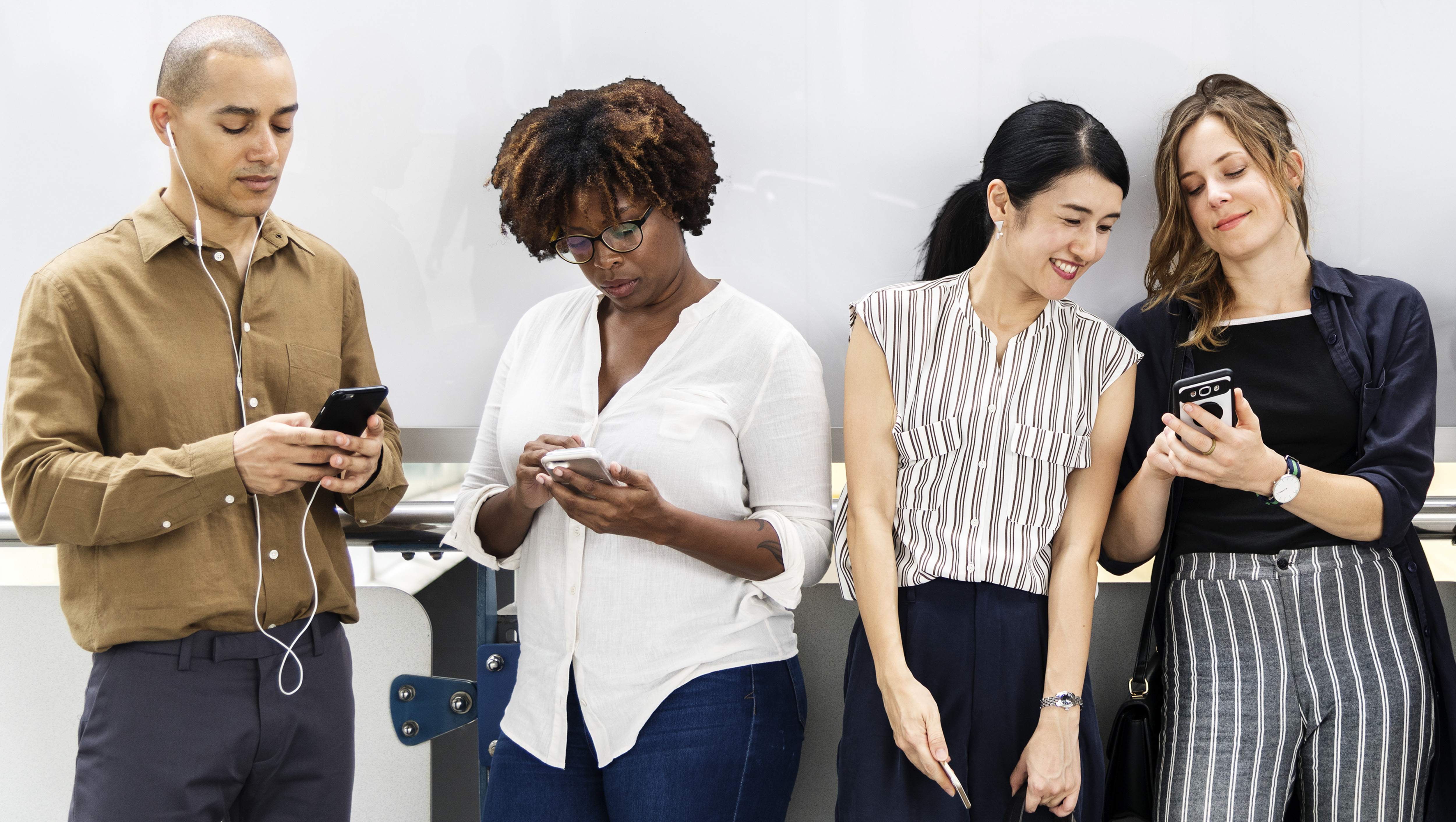
Smartphones e outros dispositivos digitais são onipresentes em muitas sociedades.

Indivíduos com transtornos mentais podem desenvolver conexões sociais através das redes sociais, o que pode fomentar um sentimento de inclusão em comunidades online. Pessoas com transtornos mentais podem compartilhar histórias pessoais em um espaço percebido como mais seguro, além de obter apoio de pares para desenvolver estratégias de enfrentamento.
Um estudo com modelo mediado foi realizado para investigar os efeitos do uso das redes sociais sobre o bem-estar psicológico, tanto de forma positiva quanto negativa. Embora as redes sociais possuam um estigma de influência negativa, o estudo examinou também os aspectos positivos. A influência benéfica das redes sociais proporcionou uma sensação de conexão e relevância com os outros, constituindo uma forma de interação com pessoas distantes e contribuindo para o alívio do isolamento social.
Pesquisas publicadas em 2024 investigaram o impacto de “rótulos” na saúde mental. Os participantes receberam indicações por meio de rótulos informando se determinadas páginas provavelmente os fariam sentir melhor ou pior. O sistema de rotulagem influenciou as preferências dos participantes e os auxiliou a avaliar as melhores opções quando apresentados a informações relevantes. Os resultados sugeriram que os rótulos digitais podem ser uma ferramenta útil para incentivar comportamentos saudáveis e melhorar atitudes, demonstrando o potencial da tecnologia para aprimorar a saúde mental.
Pessoas com transtornos mentais tendem a relatar a redução do estigma e a obtenção de maior compreensão acerca de sua condição de saúde mental ao utilizarem as redes sociais, embora isso venha acompanhado do risco de influências negativas, desinformação e acesso tardio a serviços tradicionais de saúde mental.
Outros benefícios incluem conexões com comunidades online de apoio, como aquelas específicas para determinadas doenças ou deficiências, bem como com a comunidade LGBTQIA. Jovens pacientes com câncer relataram melhora em suas habilidades de enfrentamento devido à participação em comunidades online.
O uso das redes sociais na comunicação em saúde inclui a redução do estigma e a facilitação do diálogo entre pacientes e entre estes e os profissionais de saúde.
Além disso, em crianças, os benefícios educacionais do uso de mídias digitais estão bem estabelecidos. Por exemplo, programas exibidos em telas podem favorecer tanto o aprendizado independente quanto o colaborativo. Uma variedade de aplicativos e softwares de qualidade também pode reduzir as lacunas de aprendizagem e aumentar a competência em determinadas disciplinas.

## Outras disciplinas

### Antropologia digital
Daniel Miller, do University College London, contribuiu para o estudo da Antropologia digital, especialmente por meio de pesquisas etnográficas acerca do uso e das consequências das redes sociais e dos smartphones na vida cotidiana de pessoas comuns ao redor do mundo.
Ele observa que os efeitos das redes sociais são muito específicos a cada localidade e cultura, argumentando que "uma pessoa leiga pode descartar essas histórias como superficiais. Mas o antropólogo as leva a sério, explorando de forma empática cada uso das tecnologias digitais em termos do contexto social e cultural mais amplo."
A antropologia digital é um campo em desenvolvimento que estuda a relação entre os seres humanos e a tecnologia da era digital, buscando analisar questões sob uma perspectiva ética e social, e não apenas observar as mudanças tecnológicas.
Brian Solis, analista digital e antropólogo, afirmou em 2018 que "nos tornamos viciados digitais: é hora de tomar controle da tecnologia e não deixar que ela nos controle".

### Sociologia digital
A sociologia digital explora como as pessoas utilizam as mídias digitais por meio de diversas metodologias – como inquéritos, entrevistas, grupos focais e pesquisa etnográfica –, intersecionando com a antropologia digital e estudando a Geografia cultural. Investiga, ainda, preocupações históricas e contextos relativos ao uso excessivo dessas tecnologias pelos jovens, seu acesso à pornografia online, cyberbullying ou predação sexual online.
Um estudo sociológico transversal realizado na Turquia, em 2012, demonstrou diferenças nos padrões de uso da internet relacionados aos níveis de religiosidade em 2.698 indivíduos. Com o aumento da religiosidade, as atitudes negativas em relação ao uso da internet também se intensificaram. Pessoas altamente religiosas apresentaram motivações distintas para o uso da internet, predominantemente na busca por informações.
Um estudo com 1.296 adolescentes malaios encontrou uma relação inversa entre religiosidade e tendência à dependência de internet em meninas, mas não em meninos.
Uma revisão de 2018, publicada na Nature, considerou que os jovens podem ter experiências online distintas, conforme seu contexto socioeconômico, observando que jovens de baixa renda podem utilizar dispositivos digitais por até três horas a mais por dia, em comparação com jovens de alta renda. Eles teorizam que esses jovens, já vulneráveis a transtornos mentais, podem ser mais passivos em suas interações online, sendo mais suscetíveis a feedbacks negativos e tendo dificuldade em autorregular seu uso de mídias digitais. Concluiu-se que isso pode representar uma nova forma de Divisão digital entre jovens em risco e os demais, amplificando os riscos preexistentes de transtornos mentais na população vulnerável.

### Neurociência
Uma revisão neurocientífica de 2018, publicada na Nature, constatou que a densidade da amígdala, uma região cerebral envolvida no processamento emocional, está relacionada ao tamanho das redes sociais – tanto offline quanto online – em adolescentes. Os autores consideraram que essa e outras evidências "sugerem uma interação importante entre as experiências sociais reais, tanto offline quanto online, e o desenvolvimento cerebral".
Eles postularam que as redes sociais podem oferecer benefícios, como conexões sociais e a gestão das impressões que as pessoas formam umas das outras (por exemplo, construção de reputação, gerenciamento de impressões e autopresentação online). Constatou-se que "a adolescência [é] um ponto de inflexão no desenvolvimento para como as redes sociais podem influenciar o autoconceito e as expectativas de si e dos outros", sendo necessária a realização de mais estudos sobre a neurociência por trás do uso de mídias digitais e o desenvolvimento cerebral na adolescência.
Embora modalidades de imagem cerebral estejam sendo estudadas, descobertas neurocientíficas de estudos individuais frequentemente não se repetem em pesquisas futuras, similarmente a outras dependências comportamentais; até 2017, os processos biológicos ou neurais exatos que poderiam levar ao uso excessivo de mídias digitais permanecem desconhecidos.

## Impacto na cognição
Há pesquisas e desenvolvimentos acerca dos impactos cognitivos dos smartphones e da tecnologia digital. Um grupo relatou que, contrariamente à crença popular, evidências científicas não demonstram que essas tecnologias prejudiquem as habilidades cognitivas biológicas, mas sim alterem as formas predominantes de cognição – como a redução da necessidade de memorizar fatos ou realizar cálculos matemáticos manualmente fora do ambiente escolar contemporâneo.
Entretanto, algumas atividades – como a leitura de romances – que demandam longos períodos de atenção concentrada e não oferecem estímulo recompensador contínuo podem tornar-se mais desafiadoras.
Como o uso extensivo de mídias online impacta o desenvolvimento cognitivo dos jovens ainda está sob investigação,
Os impactos podem variar consideravelmente conforme a forma e quais tecnologias são utilizadas – como quais e de que modo as plataformas de mídias digitais são empregadas – e também de acordo com seu design. Esses efeitos podem variar em níveis que tais estudos ainda não contemplaram e podem ser modulados pelo design, escolha e uso das tecnologias e plataformas, inclusive pelos próprios usuários.

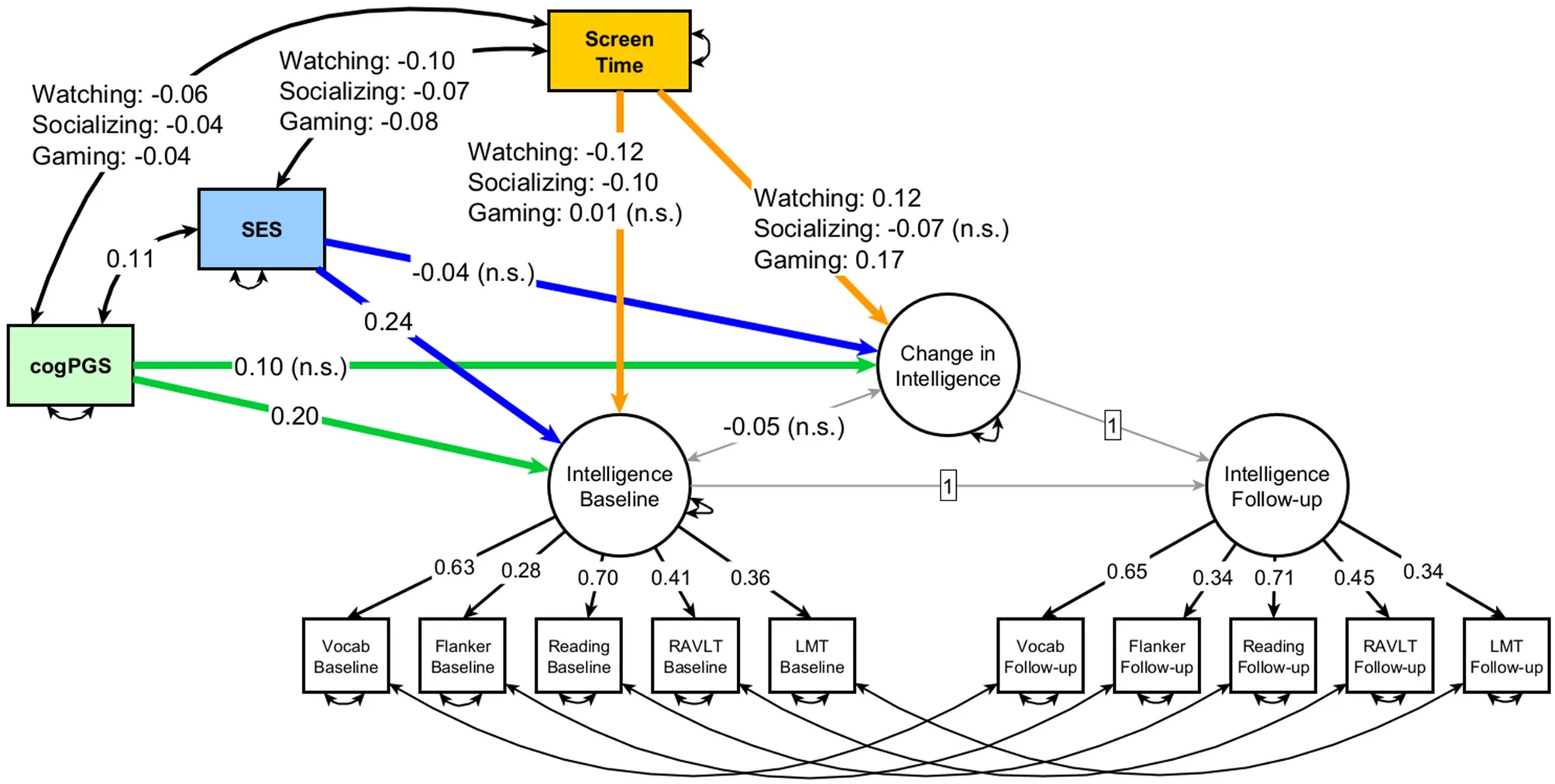
Resultados medidos do estudo

Um estudo sugere que, em crianças de 8 a 12 anos, durante um período de dois anos, o tempo dedicado a jogos digitais ou à visualização de vídeos digitais pode apresentar correlação positiva com medidas de inteligência, embora não tenham sido investigadas as correlações com o tempo total de exposição à tela (incluindo redes sociais, socialização e TV) e o "tempo de jogo" não diferenciou categorias de videogames (por exemplo, participação de plataforma e [[Lista de gêneros de videogames|gênero]), tampouco os vídeos digitais foram classificados por categorias.

## Impacto na vida social
Globalmente, a solidão adolescente nas escolas contemporâneas e a depressão aumentaram consideravelmente após 2012, e um estudo relacionou esse fenômeno ao acesso a smartphones e ao uso da Internet.

## Mitigação

### Indústria
Diversas empresas de tecnologia implementaram mudanças com o intuito de mitigar os efeitos adversos do uso excessivo de suas plataformas.
Em dezembro de 2017, o Facebook admitiu que o consumo passivo das redes sociais poderia ser prejudicial à saúde mental, embora tenha afirmado que o engajamento ativo pode produzir efeitos positivos. Em janeiro de 2018, a plataforma realizou mudanças significativas para aumentar o engajamento dos usuários.
Em janeiro de 2019, o então chefe de assuntos globais do Facebook, Nick Clegg, respondendo às críticas ao Facebook e às preocupações com a saúde mental, afirmou que fariam "o que for necessário para tornar esse ambiente mais seguro online, especialmente para os jovens". O Facebook reconheceu ter "responsabilidades pesadas" perante a comunidade global e convidou os governos a regularem o setor.
Em 2018, o Facebook e o Instagram anunciaram novas ferramentas que, segundo afirmaram, poderiam auxiliar no combate ao uso excessivo de seus produtos.
Em 2019, o Instagram – que foi investigado especificamente em um estudo acerca do vício – iniciou testes de uma alteração na plataforma no Canadá para ocultar o número de "curtidas" e visualizações que fotos e vídeos recebiam, em um esforço para criar um ambiente "menos pressionado".
Em seguida, o teste foi estendido à Austrália, Itália, Irlanda, Japão, Brasil e Nova Zelândia, para que, em novembro daquele mesmo ano, o experimento fosse implementado globalmente. A plataforma também desenvolveu inteligência artificial para combater o cyberbullying.
Em 2018, a Alphabet Inc. lançou uma atualização para smartphones Android, incluindo um aplicativo de painel que possibilita aos usuários configurar temporizadores para o uso de aplicativos.
A Apple Inc. adquiriu um aplicativo de terceiros e o integrou ao iOS 12 para medir o "tempo de tela".
Jornalistas questionaram a funcionalidade desses produtos para usuários e pais, bem como as motivações das empresas para sua introdução.
A Alphabet também investiu em um especialista em saúde mental, o Quartet, que utiliza aprendizado de máquina para colaborar e coordenar a prestação digital de cuidados em saúde mental.
Dois investidores ativistas da Apple Inc manifestaram, em 2018, preocupação quanto ao conteúdo e ao tempo de exposição dos jovens. Eles exigiram que a empresa agisse antes que reguladores e consumidores os obrigassem a fazê-lo.
A Apple Inc. respondeu afirmando que "sempre cuidamos das crianças e trabalhamos arduamente para criar produtos poderosos que inspirem, entretenham e eduquem os pequenos, ao mesmo tempo em que ajudamos os pais a protegê-los online". A empresa planeja novos recursos que, segundo afirmam, poderão permitir-lhe desempenhar um papel pioneiro na área da saúde dos jovens.

### Setor público
Na China, Japão, Coreia do Sul e Estados Unidos, medidas governamentais foram implementadas para enfrentar questões relacionadas ao uso de mídias digitais e à saúde mental.
O Ministério da Cultura da China instituiu, já a partir de 2006, diversos esforços de saúde pública para combater distúrbios relacionados a jogos e à internet. Em 2007, foi implantado um "Sistema de Prevenção da Dependência de Jogos Online" para menores, restringindo seu uso a 3 horas ou menos por dia. Em 2013, o ministério propôs o "Plano de Prevenção Abrangente da Dependência de Jogos Online em Menores", visando promover pesquisas – especialmente sobre métodos diagnósticos e intervenções.
O Ministério da Educação da China anunciou, em 2018, que novas regulamentações seriam implementadas para limitar ainda mais o tempo que os menores passam em jogos online.
Em resposta, a Tencent, proprietária do WeChat e a maior publicadora de videogames do mundo, restringiu o tempo que crianças podem passar jogando um de seus jogos online – uma hora por dia para menores de 12 anos e duas horas por dia para jovens com idades entre 13–18.
Em 2 de setembro de 2023, menores de 18 anos não poderão mais acessar a Internet em seus dispositivos móveis entre as 22h e as 6h sem autorização parental. O uso de smartphones também fica limitado, por padrão, a 40 minutos diários para crianças com menos de oito anos e a duas horas para jovens de 16 e 17 anos.
O Ministério das Relações Internas e Comunicações do Japão coordena os esforços de saúde pública no Japão referentes ao uso problemático da internet e ao transtorno de jogos. Do ponto de vista legislativo, a Lei para o Desenvolvimento de um Ambiente que Proporcione Uso Seguro e Protegido da Internet para os Jovens foi promulgada em 2008, com o objetivo de promover campanhas de conscientização e apoiar ONGs na capacitação dos jovens para um uso seguro da internet.
A Coreia do Sul conta com oito ministérios governamentais responsáveis pelos esforços relacionados a distúrbios na internet e em jogos. Um artigo de revisão, publicado na Prevention Science em 2018, afirmou que "a região é única, pois seu governo tem estado na vanguarda dos esforços de prevenção, especialmente em contraste com os Estados Unidos, a Europa Ocidental e a Oceania". Tais esforços, coordenados pelo Ministério da Ciência e TIC, incluem campanhas de conscientização, intervenções educacionais, centros de aconselhamento para jovens e a promoção de uma cultura online saudável.
Em maio de 2023, o Cirurgião-geral dos Estados Unidos adotou a rara medida de emitir um aviso sobre redes sociais e saúde mental.
Em outubro, 41 estados norte-americanos iniciaram processos judiciais contra a Meta. Isso incluiu os procuradores-gerais de 33 estados, que ingressaram com uma ação conjunta, preocupados com a natureza viciante do Instagram e seu impacto na saúde mental dos jovens.
Em novembro de 2024, a Austrália aprovou a primeira proibição mundial de redes sociais para menores de 16 anos.

## Cuidados digitais em saúde mental

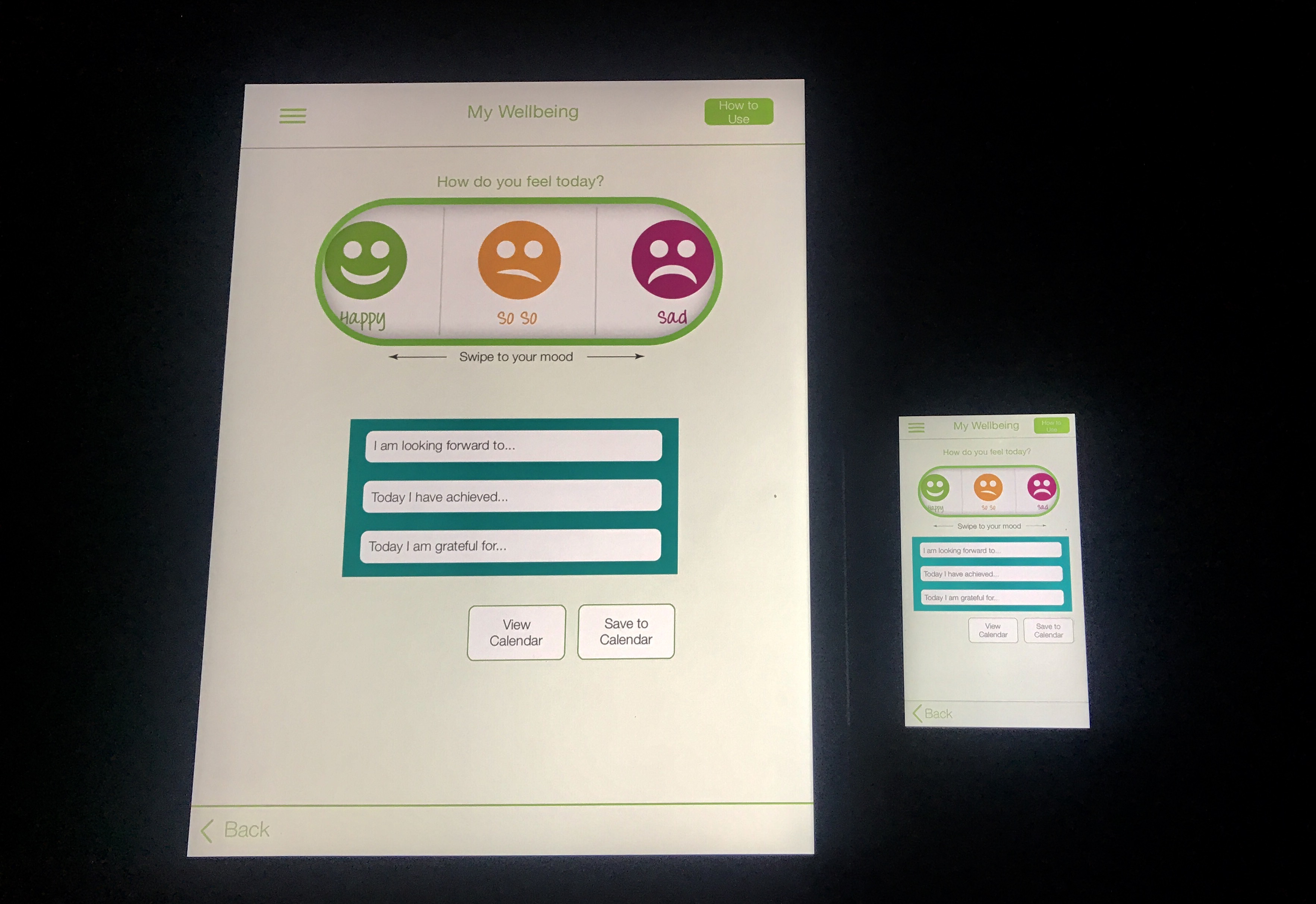
"Wellmind", um aplicativo de smartphone do Serviço Nacional de Saúde do Reino Unido

As tecnologias digitais também proporcionaram oportunidades para a prestação de cuidados em saúde mental online; benefícios foram identificados com a TCC computadorizada para depressão e ansiedade.
Intervenções online baseadas em mindfulness demonstraram benefícios de pequenos a moderados para a saúde mental, com o maior tamanho do efeito verificado na redução do estresse psicológico. Benefícios também foram observados em relação à depressão, ansiedade e bem-estar.
A comissão do The Lancet sobre saúde mental global e sustentabilidade, em um relatório de 2018, avaliou os benefícios e malefícios da tecnologia, considerando seus papéis na educação pública, triagem de pacientes, tratamento, treinamento e supervisão, e na melhoria dos sistemas de saúde.
Um estudo de 2019, publicado na Front Psychiatry pelo National Center for Biotechnology Information, aponta que, apesar da proliferação de inúmeros aplicativos de saúde mental, não houve uma "proliferação equivalente de evidências científicas sobre sua eficácia".
Steve Blumenfield e Jeff Levin-Scherz, escrevendo na Harvard Business Review, afirmam que "a maioria dos estudos publicados mostra que os cuidados de saúde mental por telefone são tão eficazes quanto os presenciais no tratamento de depressão, ansiedade e transtorno obsessivo-compulsivo." Eles também citam um estudo de 2020, realizado com a Administração de Veteranos, como evidência dessa equivalência.